# جاتينارا

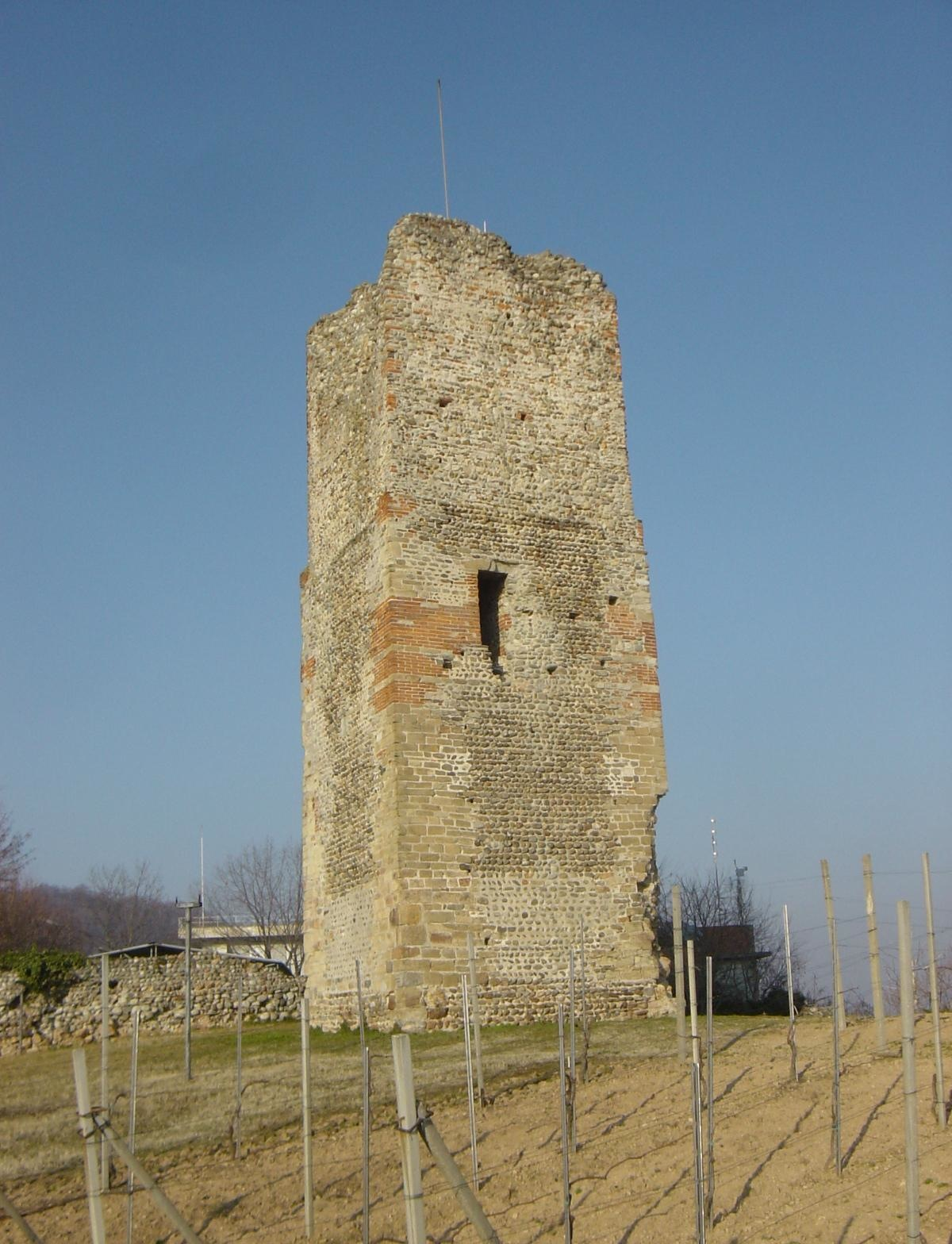
Castelle tower

جاتينارا هي بلدية في مقاطعة فرشيلي التابعة لإقليم بييمونتي الإيطالي، تقع على بعد حوالي 80 كيلومتر (50 ميل) إلى الشمال الشرقي من مدينة تورينو وحوالي 35 كيلومتر (22 ميل) إلى الشمال من فيرتشيلي. في 31 ديسمبر 2004 كان عدد سكانها 8,506 نسمة، ويبلغ مساحتها 33.5 كيلومتر مربع (12.9 ميل2). وهي معروفة بنبيذها الأحمر.
تقع جاتينارا على حدود البلديات التالية: جيمي، لينتا، لوزولو، رواسيو، روماجنانو سيشيا، روفاسيندا، براتو سيشيا، وسيرافاللي سيشيا.

## مشاهير جاتينارا
- ميركورينو أربوريو، ماركيز جاتينارا، (1465-1530) رجل دولة وفقيه إيطالي.
- أنجيلو مارتينو كولومبو (1935-2014)، لاعب كرة قدم.[2]

## وصلات خارجية
- www.comune.gattinara.vc.it/